# Родькино (Новосибирская область)
Родькино — деревня в Усть-Таркском районе Новосибирской области России. Входит в состав Новосилишинского сельсовета.

## География
Площадь деревни — 22 гектара.

## История
Основана в 1860 году. В 1926 году состояла из 55 хозяйств, основное население — русские. Центр Родькинского сельсовета Еланского района Омского округа Сибирского края.

## Население
| 2002 | 2007 | 2010 |
| ---- | ---- | ---- |
| 29   | ↘10  | ↘6   |

## Инфраструктура
В деревне по данным на 2007 год отсутствует социальная инфраструктура.